# مجلس أورانج الثاني (529)
المجمع الثاني لأورانج (أو سنودس أورانج الثاني)، انعقد عام 529م في أورانج التي كانت آنذاك جزءًا من مملكة القوط الشرقيين. لقد أيدت الكثير من لاهوت أوغسطينوس، وأصدرت العديد من التصريحات ضد ما سيُعرف لاحقًا بالعقيدة شبه البلاجانية.

## خلفية
تمت إدانة اللاهوت البيلاجياني في مجلس قرطاج (غير المسكوني) 418م، وتم التصديق على هذه الإدانات في مجمع أفسس المسكوني عام 431م. بعد ذلك الوقت استمر شكل أكثر اعتدالًا من البيلاجيانية الذي أقر أن إيمان الإنسان كان عملاً من أعمال الإرادة الحرة دون مساعدة من النعمة الداخلية المسبقة. في 3 يوليو 529 انعقد المجلس الكنسي في أورانج. كانت المناسبة هي تكريس الكنيسة التي بناها ليبيريوس (محافظ بريتوري) في أورانج. حضرها أربعة عشر أسقفاً برئاسة سيزاريوس من آرلس.

### الأساقفة المشاركون
- جوليانوس أمارتولوس (أسقف كاربينترا)
- قسطنطينوس (أسقف جاب)
- كبريانوس (أسقف طولون)
- يوخيريوس (أسقف أفينيون)
- يوخيريوس
- هيراكليوس (أسقف القديس بولس تروا شاتو)
- برينسيبيوس
- فيلاجريوس (أسقف كافايون)
- مكسيموس
- برايتكستيتوس (أسقف أبت)
- ألثيوس (أسقف فايسون)
- لوبيرسيانوس (أسقف فريجوس)
- فينديمياليس (أسقف أورانج)

## استنتاجات المجلس
كان السؤال المطروح هو ما إذا كان يمكن اعتماد شكل معتدل من البلاجيانية أو ما إذا كان سيتم تأكيد مذاهب أوغسطينوس. ويمكن اعتبار قرار المجلس «شبه أوغسطيني». لقد حدد أن الإيمان - على الرغم من كونه عملًا حرًا للإنسان - نتج - حتى في بداياته - من نعمة الله، فينير العقل البشري ويمكّن الإيمان. ومع ذلك فقد أنكر أيضًا الاختيار المسبق الصارم معلنا: «نحن لا نؤمن بأن أي شخص قد تم تعيينه مسبقًا بسلطان الله لارتكاب الشر، ونقول أيضا بامتعاض تام أنه إذا كان هناك من يريدون أن يؤمنوا بشيء بهذا الشر، فإنهم أناثيما». تربط الوثيقة النعمة بالمعمودية والتي لم تكن موضوعًا مثيرًا للجدل في ذلك الوقت. حصلت على الموافقة البابوية في عهد البابا فيليكس الرابع.

## التأثير
أثرت شرائع المجلس الثاني على تفسير أوغسطينوس في الكنيسة الغربية في العصور الوسطى في وقت لاحق، مثل توماس الأكويني. البروتستانتية الكلاسيكية تعتمد لاهوت مجلس أورانج الثاني ولجأت لاستنتاجاته لدعم الحجة بأن المعتقدات اللوثرية والكالفينية سبق أن درست قبل الإصلاح البروتستانتي في القرن السادس عشر بكثير. يعتبر اللاهوتيون الأرمينيانون أيضًا أن مجلس أورانج ذو أهمية تاريخية من حيث أنه أكد بشدة على ضرورة النعمة السائدة ومع ذلك لم يقدم النعمة الإلهية على أنها لا تقاوم، أو ينكر الإرادة الحرة لغير المتجدد في أن يتوب بالإيمان، أو المصادقة على وجهة النظر الأوغسطينية الصارمة للقدر.